# Zethus sulcatus
Zethus sulcatus är en stekelart som beskrevs av Edoardo Zavattari 1912.
Zethus sulcatus ingår i släktet Zethus och familjen Eumenidae. Inga underarter finns listade i Catalogue of Life.